# Porucha opozičního vzdoru
Porucha opozičního vzdoru (ODD) je definována podle DSM-5 jako vzorec naštvaného / vznětlivého chování, nebo pomstychtivosti trvající nejméně 6 měsíců, a projevuje se během interakce s alespoň jedním jedincem, který není sourozenec. Jednotlivci musí vykazovat čtyři příznaky jedné z následujících kategorií: naštvaná/vznětlivá nálada, hádavé/vzdorovité chování, nebo pomstychtivost. Na rozdíl od dětí s poruchou chování (CD), děti s poruchou opozičního vzdoru nejsou agresivní vůči lidem nebo zvířatům (i když to přímo odporuje „příznakům a symptomům“), neničí majetek, nekradou a nepodvádí. Diagnóza ODD nemůže být diagnostikována, jestliže dítě vykazuje známky poruchy chování.

## Příznaky a symptomy
DSM-5, uvedlo, že dítě musí vykazovat čtyři z osmi příznaků a symptomů uvedených níže, aby bylo možné splnit diagnostický práh pro poruchu opozičního vzdoru. Kromě toho si musí tento stav udržet déle než 6 měsíců a musí být za hranicí normálního dětského chování.
- Aktivně odmítá vyjít vstříc požadavkům většiny nebo pravidlům.
- Záměrně provádí činnosti, které obtěžují ostatní.
- Naštvaný a rozčílený na ostatní.
- Často se hádá.
- Obviňuje ostatní za své vlastní chyby.
- Často ztrácí trpělivost.
- Hledá pomstu nebo je zlomyslný.
- Citlivý nebo se snadno naštve.

Tyto vzorce chování mají za následek horší prospěch ve škole a/nebo v jiných společenských prostorách.

## Příčina
Přesná příčina ODD je neznámá, ale předpokládá se, že ke stavu může přispět kombinace faktorů biologických, psychologických a faktorů životního prostředí.

## Léčba
Vědci prokázali, že chvála a pozitivní posílení, pokud se dítě chová slušně, jsou dva klíčové prvky k účinnému zásahu. Pokud se ale bude soustředit pozornost jen na jeho negativní chování, vyvine se cyklus negativní interakce, při níž dítě bude očekávat pozornost pokaždé, když se nebude chovat tak, jak by mělo.
Jiné přístupy k léčbě ODD patří rodičovské vzdělávací programy, individuální psychoterapie, rodinná terapie, transformační systemická terapie, kognitivně behaviorální terapie a nácvik sociálních dovedností .